# Tolofón
Tolofón (griego, Τολοφών) fue una ciudad griega de los locrios ozolios. 
Se trataba de una ciudad costera que disponía de puerto y se situaba entre Naupacto y el río Hileto.
Sus habitantes son citados en el marco de la guerra del Peloponeso puesto que, según Tucídides, los tolofonios formaron parte de las ciudades de Lócride Ozolia que se vieron obligadas a entregar rehenes al ejército lacedemonio que en el año 426 a. C., estaba bajo el mando de Euríloco.